# Georges Hugnet
Georges Hugnet (11 de juliol de 1906 - 26 de juny de 1974), va ser un artista gràfic francès. També va ser actiu com a poeta, escriptor, historiador de l'art, artista gràfic, enquadernador, crític i director de cinema. Fou una figura destacada dins del moviment Dada i el surrealisme.
Hi ha un inventari dels seus treballs a la Carlton Lake Collection del Centre de Recerca en Humanitats Harry Ransom de la Universitat de Texas a Austin.
En les seves publicacions va col·laborar amb artistes de renom com Hans Arp, Marc Chagall, Salvador Dalí, Marcel Duchamp, Paul Éluard, Georges Hugnet, Valentine Hugo, René Magritte, Joan Miró, Francis Picabia, Pablo Picasso, Pierre Reverdy, Sophie Taeuber-Arp, Tristan Tzara, etc.

## Publicacions
- 1928. 40 poésies de Stanislas Boutemer. Éditions Théophile Briant, París. Il·lustracions de Max Jacob.
- 1930. Le Droit de varech précédé par Le Muet ou les secrets de la vie. Éditions de la Montagne, París.
- 1932. Ombres portées. Éditions de la Montagne. París.
- 1932. L'Apocalypse. Édition Jeanne Bucher. París.
- 1933. La Belle en dormant. Éditions des Cahiers Libres. París.
- 1933. Before the Flowers of Friendship.
- 1933. Enfances. Éditions des Cahiers d'Art.París. Il·lustracions de Joan Miró.
- 1934. Petite Anthologie poétique du Surréalisme. Éditions Jeanne Bucher. París.
- 1934. Onan. Éditions surréalistes. París. Il·lustració de Salvador Dalí.
- 1936. La Septième face du de. Éditions Jeanne Bucher. París. Coberta de Marcel Duchamp.
- 1936. Dada and Surrealism. Bulletin of the Museum of Modern Art, New York.
- 1936. La Hampe de l'imaginaire. Édition G.L.M. París. Il·lustracions d'Oscar Dominguez.
- 1937. La Chevelure. Édition Sagesse. París. Frontispice de Yves Tanguy.
- 1937. L'Apocalypse. Éditions G.L.M. París.
- 1938. Une Écriture lisible. Éditions des Chroniques du Jour. París. Il·lustracions de Kurt Seligman.
- 1938. Œillades ciselées en branches. Éditions Jeanne Bucher. París. Il·lustracions de Hans Bellmer.
- 1940. Non Vouloir. s.n. París. Frontispice de Joan Miro.
- 1941. Marcel Duchamp. s.n. París. Frontispice de Marcel Duchamp.
- 1941. Pablo Picasso. s.n. París. Il·lustracions de Pablo Picasso.
- 1941. Aux dépens des mots. Éditions Merry Christmas. París. Frontispice de Valentine Hugo.
- 1942. La Femme facile. Éditions Jeanne Bucher. París. Il·lustracions de Henri Goetz et Christine Boumeester.
- 1942. Non Vouloir. Éditions Jeanne Bucher. París. Il·lustracions de Pablo Picasso.
- 1943. La Sphère de sable. Éditions Robert Godet. París. Il·lustracions de Hans Arp.
- 1943. Le Feu au cul. Éditions Robert Godet. París. Il·lustracions d'Oscar Dominguez.
- 1943. La Chèvre-feuille. Éditions Robert Godet. París. Il·lustracions de Pablo Picasso.
- 1945. Le Buveur de rosée. Éditions Fontaine. París.
- 1946. Oiseaux ne copiez personne. s.n. París. Eaux-fortes de André Bea.
- 1946. Tout beau mon cœur. Éditions Seghers. París.
- 1949. Adieu Doris. Éditions Theophile Briant. París.
- 1952. Les Revenants futurs. s.n. París. Eaux-fortes de Jean-Paul Vroom.
- 1952. Tout beau mon cœur. Seghers. París. Lithographies de Georges Hugnet.
- 1952. La Nappe du Catalan. Poèmes de Jean Cocteau et de Georges Hugnet. s.n. París. Il·lustracions de Jean Cocteau et de Georges Hugnet.
- 1954. Ici la voix suivi de Les Revenants futurs. Seghers. Il·lustracions de Pablo Picasso.
- 1957. L'Aventure Dada. 1916 - 1922. Galerie de l'Institut. París. Introduction de Tristan Tzara. Dada - made de Man Ray.
- 1961. 1961. Chez l'auteur. París. Il·lustracions de Georges Hugnet.
- 1963. Variations sur les mêmes mots. Galerie de Marignan. París. All`Insegna del Pesce d'Oro. Milan. Il·lustracions d'Orfeo Tamburi.
- 1963. París - Métro. Galerie de Marignan. París. Galleria Dantesca. Turin. Il·lustracions d'Orfeo Tamburi.
- 1963. Parigi. Il Bisonte. Edizioni d'Arte. Firenze. Il·lustracions d'Orfeo Tamburi.
- 1964. " Jeune Maman ". Bruxelles. Léo Dohmen.
- 1964. La Morale a Nicolas. All`Insegna del Pesce d'Oro. Milan. Il·lustracions d'Orfeo Tamburi.
- 1964. Huit jours à Trebaumec. Journal de vacances orné de 82 photo-montages de Georges Hugnet. Editions Mercher. París.
- 1964. Elle ou le semainier du plaisir. La Pergola. Edizioni d'Arte. Pesare. Milan. Il·lustracions d'Orfeo Tamburi.
- 1970. Le Buveur de rosée. Alessandro Corubolo et Gino Castiglioni. Verone. Il·lustracions d'Orfeo Tamburi.
- 1970. Fiori. La Pergola. Edizioni d'Arte.Pesare. Milan. Il·lustracions d'Orfeo Tamburi.
- 1971. L'Aventure Dada. Seghers. París. Introduction de Tristan Tzara.
- 1972. Per conoscere l'avventura Dada. Arnoldo Mondadori Editore. Milan. Edition italienne de L'Aventure Dada.
- 1972. Pleins et déliés. souvenirs et temoignages (1926-1972). Editions Guy Authier. París.
- 1973. La Aventura Dada. Jucar. Madrid. Edition espagnole de L'Aventure Dada.
- 1976. Dictionnaire du Dadaisme. Éditions Jean-Claude Simoen. París.
- 2010. La vie amoureuse des spumifères. Biro Editeur. París.